# Matthieu Vaxivière
Matthieu Vaxivière (Limoges, 1994. december 3. –) francia autóversenyző.

## Pályafutása

### A kezdetek
Matthieu 2005-ben kezdte karrierjét gokartozással. 2011-re a francia Formula–4-es bajnokságba szerződött, majd 5 győzelmével bajnok lett.

### Formulaautózás
2012 és 2013 között a Formula Renault 2.0 bajnokságban szerepelt a Tech 1 színeiben. Első szezonjában 1 pontot szerzett, a másodikat viszont két győzelemmel kezdte, aztán beleszürkült a mezőnybe.

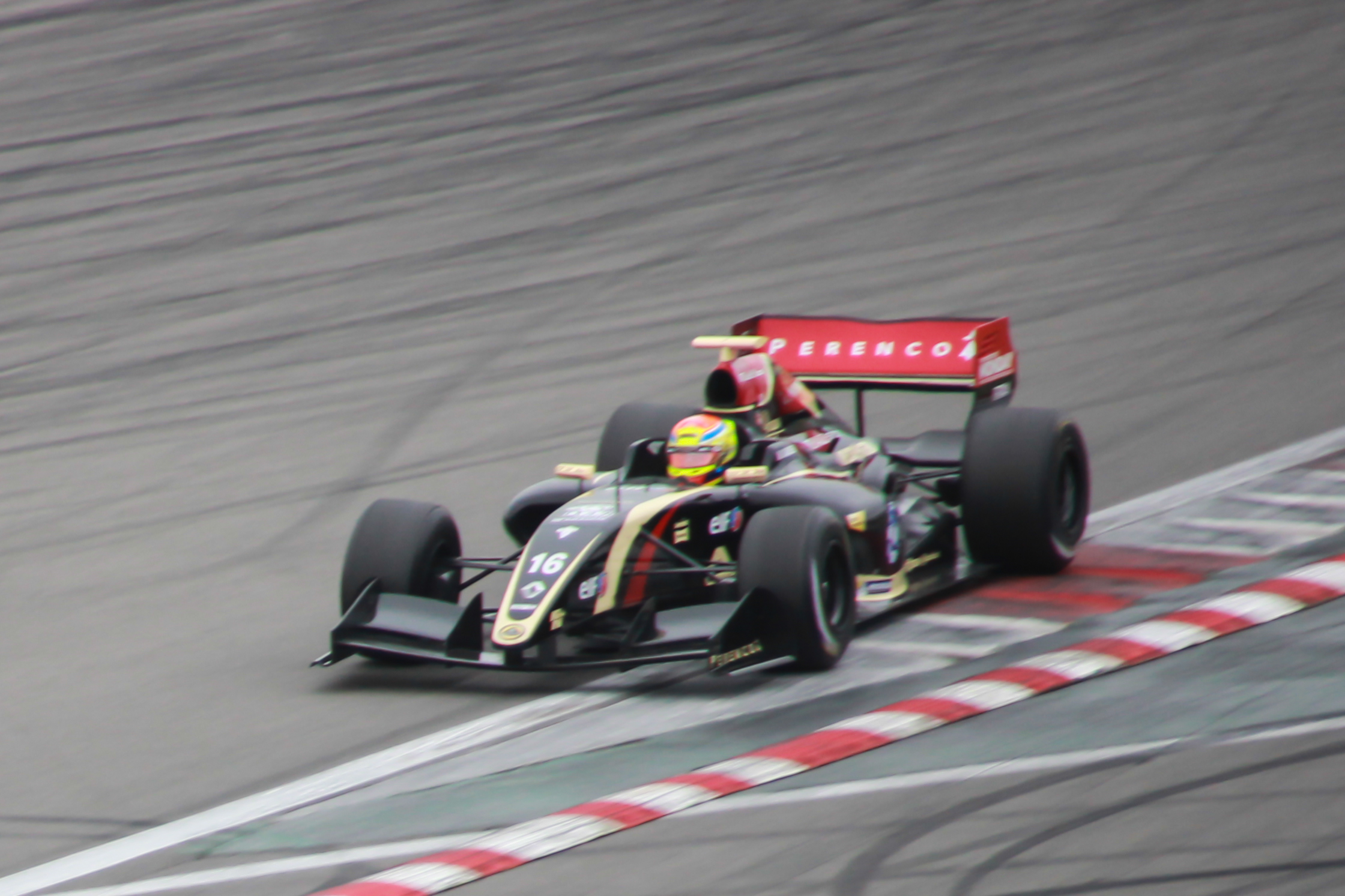
Vaxivière 2014-ben

2014-ben már a három és fél literes kategóriában állt rajthoz egy Lotusszal. Első szezonját a nyolcadik helyen fejezte be, de a következő év sokkal jobban sikerült. 10-szer állhatott a dobogóra, ebből háromszor a legtetejére. Az év nagy részében a bajnoki címért csatázott, ám Oliver Rowland gyorsabbnak bizonyult nála, így a bajnokság második helyén végzett.
2016-ra a svájci Spirit of Race csapathoz szerződött, de a szezon kezdete előtt bejelentették, hogy az SMP Racing fogja irányítani a csapatot.
2017-ben lehetőséget kapott a Formula–1 második számú hivatalos utánpótlás bajnokságában, a GP3-ban a francia DAMS csapatától a magyar és belga versenyekre az FIA Formula–2 bajnokságba fellépő, Santino Ferrucci helyén.

### Sportautózás
2016 végétől kezdve rendszeres résztvevője különböző Sportautó- és GT-versenyeknek. Elsőnek a télen kiírt ázsiai Le Mans-szériában indult a Ferrarikkal résztvevő DH Racing színeiben Michele Rugolo és Stéphane Lémeret partnereként a második fordulótól kezdve. Csapata a 2. helyen zárt a konstruktőri bajnokságban.
2017-ben fő programja a hosszútávú-világbajnokság (WEC) volt, ahol az LMP2-es TDS Racing alakulatával indult.
2018-ban az európai Le Mans-szériában az első két futamán a második helyen végzett TDS-szel, majd újból neveztek a 2018–19-es WEC szuper szezonra. A 2019-es Le Mans-i 24 óráson a 3. helyet érték el kategóriában, összesítésben pedig a 8. helyen végzett
A 2020-as COVID-19 világjárvány következtében Vaxivière számtalan bajnokságban indult, beleértve a GT Európa Endurance kupát vagy a Mitjet International sorozatot, ahol négy győzelmet aratott ennyi szereplésből. Az évben egy újabb dobogós helyezést ért el Le Mans-ban, a Panis Racing csapatában, Nico Jamin és Julien Canal mellett.
A 2021-es szezonban Nicolas Lapierre-rel és André Negrão-val közösen a Rebellion Racing egy korábbi, átalakított LMP1-es konstrukciójával indult az FIA engedélyével, amelyet a Renaulthoz tartozó, Alpine gyári csapata készített fel, Alpine A480-as kódjellel a Hypercar kategóriájában. Összességében a gyári Toyota csapatát nem tudták elérni, emellett viszont a hat futam mindegyikén dobogós helyezést szereztek, viszont győzniük nem sikerült.
A 2022-es kiírásban továbbra is indulhattak a korábbi konstrukcióval. A szezonnyitón, Sebringben leggyorsabbak voltak az időmérőn és a versenyen is, amivel megszerezték a győzelmet. A Le Mans-i 24 óráson alaposan visszafogták a gárdát, hogy a modernebb Hypercarok élvezzenek előnyt. A futamon egy tengelykapcsoló-vezérlésével és gyújtótekercs-rendszerével kapcsolatos problémák miatt a csapat kiesett a dobogós küzdelmekből és az összetett 23. helyén rangsoroltak. Monzában Kobajasi Kamui Toyotájával folytatott csatában Vaxivière és csapattársai újabb győzelmet értek el. Fujiban a nagy BoP különbségek következtében maradtak alul.

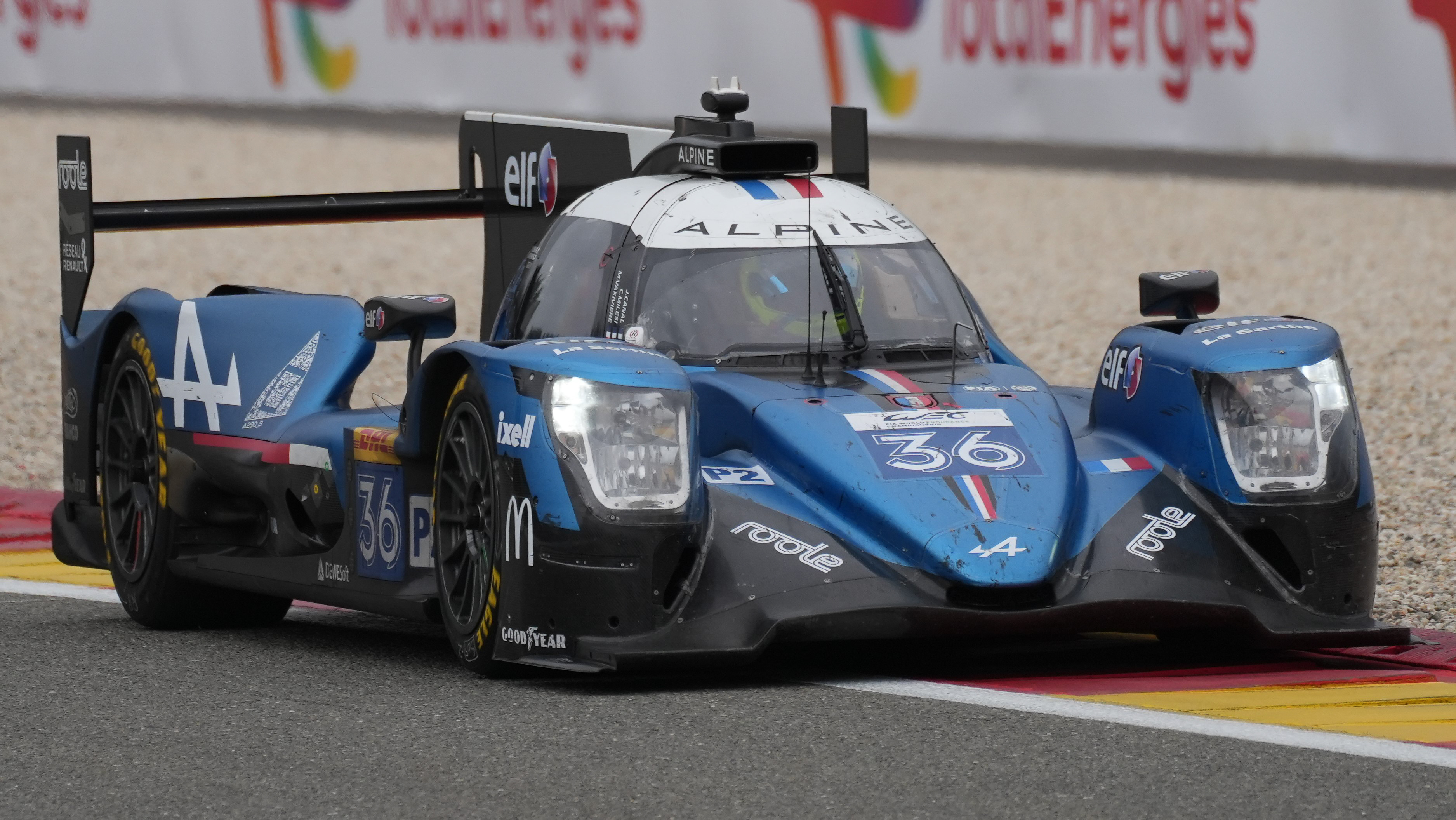
Vaxivière a 2023-as spái 6 óráson.

2023-ra az Alpine visszalépett az LMP2-es géposztályba, miután már nem indulhattak a Hypercar-ban egy korábbi LMP1-es géppel, de Le Mans-i hétvége során bejelentették, hogy az LMDh szabályok szerint saját Hypercar-t fognak építeni. Vaxivière a #36-os trióba került Julien Canal és Charles Milesi mellé. Két dobogót gyűjtve az Oreca 07-essel a hetedikek lettek a kategória összetettjében. Emellett teljes évet futott az európai Le Mans-szériában a François Perrodo által irányított AF Corse LMP2 Pro-Am kategóriás gárdájában. Két győzelemmel és további három dobogóval az osztály bajnoki lettek.
2024 februárjában mutatták be az Alpine Endurance Team vadonatúj Hypercarját, az Alpine A424-est, amely gyári projektben Vaxivière, a márka gyári pilótájaként helyet kapott.

## Eredményei

### Teljes Formula Renault 3.5 Series eredménylistája
(Táblázat értelmezése)

(Félkövér: pole-pozícióból indult; dőlt: leggyorsabb kört futott) 

| Év   | Csapat     | 1         | 2        | 3        | 4       | 5        | 6       | 7       | 8        | 9       | 10       | 11    | 12      | 13       | 14       | 15      | 16      | 17       | 18       | Helyezés | Pont |
| ---- | ---------- | --------- | -------- | -------- | ------- | -------- | ------- | ------- | -------- | ------- | -------- | ----- | ------- | -------- | -------- | ------- | ------- | -------- | -------- | -------- | ---- |
| 2014 | Lotus      | MNZ 1 17† | MNZ 2 16 | ALC 1 7  | ALC 2 8 | MON 1 Ki | SPA 1   | SPA 2   | MSC 1    | MSC 2   | NÜR 1 13 | NÜR 2 | HUN 1 5 | HUN 2 7  | LEC 1 3  | LEC 2 6 | JER 1 4 | JER 2 8  |          | 8.       | 83   |
| 2015 | Lotus      | ALC 1 4   | ALC 2 1  | MON 1 Ki | SPA 1   | SPA 2 3  | HUN 1 4 | HUN 2   | RBR 1 6  | RBR 2 1 | SIL 1 3  | SIL 2 | NÜR 1 4 | NÜR 2 11 | BUG 1 10 | BUG 2   | JER 1 3 | JER 2 3  |          | 2.       | 234  |
| 2016 | SMP Racing | ALC 1 2   | ALC 2 Ki | HUN 1 5  | HUN 2 5 | SPA 1 Ki | SPA 2 1 | LEC 1 5 | LEC 1 Ki | SIL 1 2 | SIL 2 7  | RBR 1 | RBR 2 6 | MNZ 1 3  | MNZ 2 Ki | JER 1 3 | JER 2 3 | CAT 1 Ki | CAT 2 Ki | 6.       | 175  |

* A szezon jelenleg is zajlik.
† A versenyt nem fejezte be, de helyezését értékelték, mert a versenytáv több, mint 90%-át teljesítette.

### Teljes GP3-as eredménylistája
(Táblázat értelmezése)

(Félkövér: pole-pozícióból indult; dőlt: leggyorsabb kört futott) 

| Év   | Csapat | 1       | 2       | 3       | 4       | 5       | 6       | 7          | 8          | 9          | 10         | 11      | 12      | 13      | 14      | 15      | 16      | Helyezés | Pont |
| ---- | ------ | ------- | ------- | ------- | ------- | ------- | ------- | ---------- | ---------- | ---------- | ---------- | ------- | ------- | ------- | ------- | ------- | ------- | -------- | ---- |
| 2017 | DAMS   | ESP FEA | ESP SPR | AUT FEA | AUT SPR | GBR FEA | GBR SPR | HUN FEA 12 | HUN SPR 12 | BEL FEA Ki | BEL SPR 15 | ITA FEA | ITA SPR | JER FEA | JER SPR | UAE FEA | UAE SPR | 22.      | 0    |

† A versenyt nem fejezte be, de helyezését értékelték, mert a versenytáv több, mint 90%-át teljesítette.

### Le Mans-i 24 órás autóverseny
| Év   | Csapat                | Csapattárs                        | Autó               | Kategória | Kör | Összetett Helyezés | Kategória Helyezés |
| ---- | --------------------- | --------------------------------- | ------------------ | --------- | --- | ------------------ | ------------------ |
| 2017 | TDS Racing            | François Perrodo Emmanuel Collard | Oreca 07-Gibson    | LMP2      | 213 | Kiesett            | Kiesett            |
| 2018 | TDS Racing            | François Perrodo Loïc Duval       | Oreca 07-Gibson    | LMP2      | 366 | Kiz                | Kiz                |
| 2019 | TDS Racing            | François Perrodo Loïc Duval       | Oreca 07-Gibson    | LMP2      | 366 | 7.                 | 3.                 |
| 2020 | Panis Racing          | Nico Jamin Julien Canal           | Oreca 07-Gibson    | LMP2      | 368 | 7.                 | 3.                 |
| 2021 | Alpine Elf Matmut     | Nicolas Lapierre André Negrão     | Alpine A480-Gibson | Hypercar  | 367 | 3.                 | 3.                 |
| 2022 | Alpine Elf Team       | Nicolas Lapierre André Negrão     | Alpine A480-Gibson | Hypercar  | 362 | 23.                | 5.                 |
| 2023 | Alpine Elf Team       | Charles Milesi Julien Canal       | Oreca 07-Gibson    | LMP2      | 327 | 12.                | 4.                 |
| 2024 | Alpine Endurance Team | Nicolas Lapierre Mick Schumacher  | Alpine A424        | Hypercar  |     |                    |                    |

### Teljes FIA World Endurance Championship eredménysorozata
(Táblázat értelmezése)

(Félkövér: pole-pozícióból indult; dőlt: leggyorsabb kört futott) 

| Év      | Csapat                | Osztály  | Kasztni     | Motor                 | 1     | 2       | 3      | 4     | 5      | 6      | 7     | 8     | 9     | Helyezés | Pont |
| ------- | --------------------- | -------- | ----------- | --------------------- | ----- | ------- | ------ | ----- | ------ | ------ | ----- | ----- | ----- | -------- | ---- |
| 2017    | TDS Racing            | LMP2     | Oreca 07    | Gibson GK428 4.2 L V8 | SIL 3 | SPA     | LMS Ki | NÜR 8 | MEX 7  | COA 7  | FUJ 4 | SHA 6 | BHR 9 | 16.      | 53   |
| 2018–19 | TDS Racing            | LMP2     | Oreca 07    | Gibson GK428 4.2 L V8 | SPA 4 | LMS Kiz | SIL 7  | FUJ 4 | SHA Ki | SEB HN | SPA 4 | LMS 3 |       | 8.       | 66   |
| 2021    | Alpine Elf Matmut     | Hypercar | Alpine A480 | Gibson GL458 4.5 L V8 | SPA 2 | ALG 3   | MNZ 2  | LMS 3 | BHR 3  | BHR 3  |       |       |       | 3.       | 128  |
| 2022    | Alpine Elf Team       | Hypercar | Alpine A480 | Gibson GL458 4.5 L V8 | SEB 1 | SPA 2   | LMS 4  | MNZ 1 | FUJ 3  | BHR 3  |       |       |       | 2.       | 144  |
| 2023    | Alpine Elf Team       | LMP2     | Oreca 07    | Gibson GK428 4.2 L V8 | SEB 8 | ALG 8   | SPA 7  | LMS 3 | MNZ 2  | FUJ 5  | BHR 7 |       |       | 7.       | 83   |
| 2024    | Alpine Endurance Team | Hypercar | Alpine A424 | Alpine 3.4 L Turbo V6 | QAT   | IMO     | SPA    | LMS   | SÃO    | COA    | FUJ   | BHR   |       | *        | *    |

* A szezon jelenleg is zajlik.

### Teljes Európai Le Mans-széria eredménylistája
(Táblázat értelmezése)

(Félkövér: pole-pozícióból indult; dőlt: leggyorsabb kört futott) 

| Év   | Csapat             | Osztály     | Kasztni  | Motor                 | 1     | 2     | 3     | 4      | 5     | 6     | Helyezés | Pont |
| ---- | ------------------ | ----------- | -------- | --------------------- | ----- | ----- | ----- | ------ | ----- | ----- | -------- | ---- |
| 2018 | TDS Racing         | LMP2        | Oreca 07 | Gibson GK428 4.2 L V8 | LEC 2 | MNZ 2 | RBR 9 |        |       |       | 10.      | 38   |
| 2018 | Racing Engineering | LMP2        | Oreca 07 | Gibson GK428 4.2 L V8 |       |       |       | SIL Ki | SPA   | ALG   | 10.      | 38   |
| 2019 | RLR MSport         | LMP2        | Oreca 07 | Gibson GK428 4.2 L V8 | LEC   | MNZ   | CAT   | SIL Ki | SPA   | ALG   | 36.      | 0    |
| 2023 | AF Corse           | LMP2 Pro-Am | Oreca 07 | Gibson GK428 4.2 L V8 | CAT 2 | LEC 3 | ARA 1 | SPA 4  | ALG 3 | ALG 1 | 1.       | 110  |
| 2024 | AF Corse           | LMP2 Pro-Am | Oreca 07 | Gibson GK428 4.2 L V8 | CAT   | LEC   | IMO   | SPA    | MUG   | ALG   | *        | *    |

* A szezon jelenleg is zajlik.

### Teljes WeatherTech SportsCar Championship eredménysorozata
| Év   | Csapat                        | Osztály | Kasztni          | Motor                 | 1      | 2     | 3   | 4   | 5   | 6   | 7     | 8   | 9   | 10    | Helyezés | Pont |
| ---- | ----------------------------- | ------- | ---------------- | --------------------- | ------ | ----- | --- | --- | --- | --- | ----- | --- | --- | ----- | -------- | ---- |
| 2019 | Wayne Taylor Racing           | DPi     | Cadillac DPi-V.R | Cadillac 5.5 L V8     | DAY    | SEB 2 | LBH | MDO | DET | WGL | MOS   | ELK | LGA | PET 2 | 22.      | 64   |
| 2021 | Tower Motorsport by Starworks | LMP2    | Oreca 07         | Gibson GK428 4.2 L V8 | DAY 2‡ | SEB   | WGL | WGL | ELK | LGA | PET   |     |     |       | HN‡      | 0‡   |
| 2023 | AF Corse                      | LMP2    | Oreca 07         | Gibson GK428 4.2 L V8 | DAY 3† | SEB   | LGA | WGL | ELK | IMS | PET 4 |     |     |       | 24.      | 306  |
| 2024 | Richard Mille AF Corse        | LMP2    | Oreca 07         | Gibson GK428 4.2 L V8 | DAY 12 | SEB   | WGL | MOS | ELK | IMS | PET   |     |     |       | 12.      | 211  |

‡ A pontok a Michlein Endurance-kupába számítanak bele, és nem az LMP2-be.